# Mosteiro de Grijó

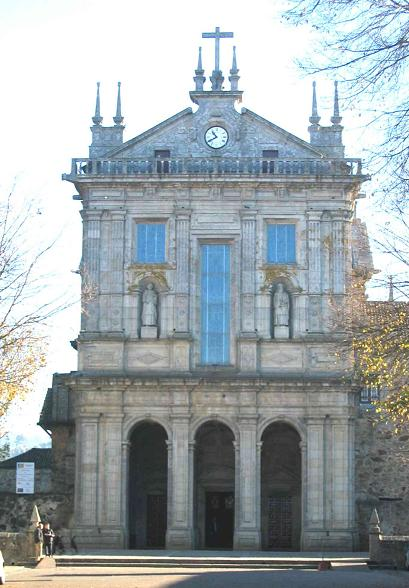
Mosteiro de Grijó, Fassade der Klosterkirche

Das Mosteiro de Grijó ist ein ehemaliges Augustinerkloster in der portugiesischen Kleinstadt Grijó (Kreis Vila Nova de Gaia).

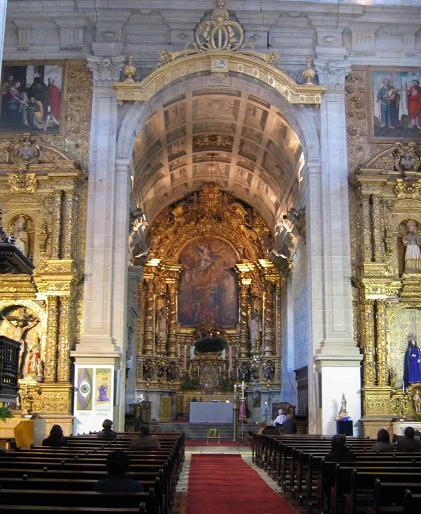
Hauptaltar

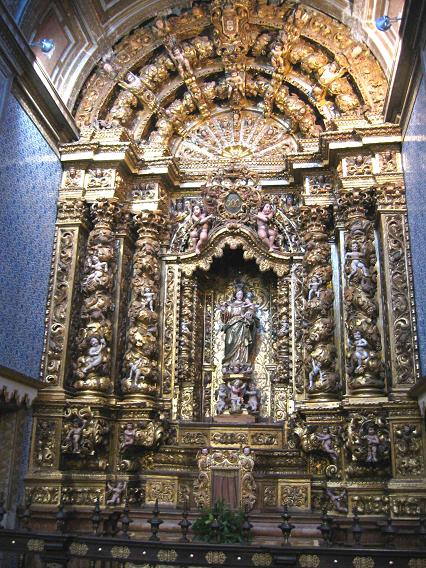
Seitenaltar der Nossa Senhora do Carmo

## Geschichte
Der Überlieferung zufolge wurde es im Jahr 922 durch die beiden Mönche Guterre und Ausindo Soares gegründet. Von 938 an ordneten sie sich der Augustinusregel unter. Im Jahr 1112 wurde das Kloster an seinen heutigen Standort verlegt.
Die Klosterkirche wurde 1235 durch den Bischof von Porto, Pedro Salvador, geweiht. Im frühen 16. Jahrhundert wurde das Kloster in Schutt und Asche gelegt. Daraufhin 1535 genehmigte König Johann III. die Verlegung nach Gaia in der Serra de São Nicolau. Allerdings waren keineswegs alle Mönche mit der Verlegung einverstanden. Sie erwirkten schließlich eine Bulle von Papst Pius V., in der er ihnen im Jahre 1566 die Rückkehr nach Grijó gestattete, und mit der verfügte, dass es zwei unabhängig voneinander bestehende Klöster geben solle.
Nach der Rückkehr der Mönche erfolgte eine umfassende bauliche Erneuerung. Im Jahr 1572 wurde der Architekt Francisco Velasquez, der Baumeister der Kathedrale von Miranda do Douro, damit beauftragt. Zwei Jahre später, am 28. Juni 1574, wurde der erste Stein des Dormitoriums gesetzt. Um 1600 wurden zwei Flügel des Kreuzgangs, das Refektorium und der Kapitelsaal abgeschlossen. Der Bau der Klosterkirche schleppte sich dagegen fast dreißig Jahre hin.
Im Zuge der von Sebastião José de Carvalho e Melo, dem Marquês de Pombal, durchgesetzten tiefgreifenden Reformen und seiner Maßnahmen gegen die Orden wurde das Kloster 1770 aufgelöst, sein Vermögen dem Kloster von Mafra übertragen.

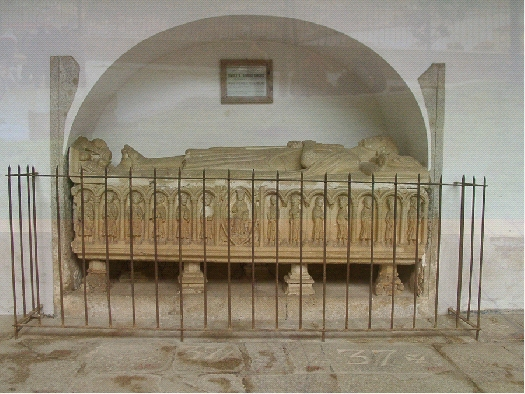
Grabmal des Rodrigo Sanches

## Grabmal des Rodrigo Sanches
Im Kloster befindet sich das Grab von Rodrigo Sanches, dem illegitimen Sohn von König Sancho I. und dessen Liebhaberin, der Maria Pais de Ribeira.